# Буйнакское владение
Бойнакское владение (кум. Бойнакъ бийлик) —  кумыкское государственное образование, возникшее в XVI веке. Небольшое феодальное образование с резиденцией ярым-шаухала (или по-другому крым-шаухала) в селении Бойнак (ныне Уллубийаул). Титул ярым-шаухала носил наследник шамхальского престола (схоже с титулом принца Уэльского в Великобритании). В источниках также фигурирает как Бойнакское и бийлик, бийликство, княжество, а также иногда ассоциировалось с главным селением и называлось просто Бойнаки, Буйнаки.

## Территория и население
Владение включало территории от самого селения Бойнак до границ Кайтагского уцмийства на юге, и граничило с Акуша-Дарго на юго-западе, Мехтулинским владением на западе, и Тарковским владением на севере, протянувшись от реки Манасозень на севере до реки Оросай-Булак на юге.
Андрей Лопухин В «Путевом журнале» описывая в 1718 году центр владения, писал:
«Бойнак от моря… верстах в 5-ти, поселены в полугоре и вокруг его буераки. Жило в нём дворов с 30 и строение бездельное, …с поля защиты никакой нет, только есть повыше сего строения, где Муртузалей (правитель Буйнака — М.-П.А.) сам живёт, зделан маленькой городок…».
В Буйнаке в тот период времени было до 950 домов. Мартин Клапрот, говоря о границах всего Буйнакского бийлика, писал следующее:
«Буйнаки есть владение, зависимое от шамхала, на границе с территорией Уцмия, в очень плодородном каньоне».

## История
По мнению многих исследоватей, первым выделилось при распаде Тарковского шамхальства.
Титул правителя Буйнака назывался «крым-шамхал» или «ярым-шамхал», и традиционно принадлежал старшему в шамхальском роде, и давал право наследника титула шамхала Тарковского. По этой причине Буйнакские бии считались среди кумыков «наполовину шамхалом», то есть на кумыкском — «ярым-шаухалом».
В иерархии правителей Дагестана, Буйнакский бийлик сохранял формальную зависимость от Тарковского шамхала. Тем не менее, в некоторые периоды времени бойнакские владетели имели самостоятельную позицию в политических вопросах. Так, в 1718 году владетель Муртузали поддерживал про-сефевидского Умалата Казанищенского против шамхала Адиль-Гирея. Также, в 1760-х буйнакский владетель Мехти боролся за шамхальский трон с Тишсиз Бамматом Казанищенским. В результате борьбы шамхалом стал сын Мехти Муртузали, которому первый передал трон по причине старости. В конце XVIII века бойнакский владетель Шабаз должен был стать шамхалом Тарковским на правах старшего в роду. Однако Российской империей был поддержан Мехти II. Впоследствии сын Шабаза Умалат-бек Буйнакский включится в борьбу за шамхальский трон, возглавив антироссийское восстание в Дагестане 1818—1819 годов и Шамхальское восстание 1823 года..
В 1835-1836 году русский офицер Зоболоцкий описывая кладбище на окраине Бойнака писал, что кладбище это «магометанское» (мусульманское), «несоразмеримо народонаселением  села» (собственно Бойнака), то есть, территория кладбища больше самого села. На вопрос о причине, по которой размер кладбище больше самого селения ему был дан ответ проводником : «из всех покойников, лежащих на кладбище, много — если пятая часть умерла естественною смертию; гораздо-ж большая — была убита в стычках с Русскими, или в драках между собою».